# 1-я улица Машиностроения
Первая у́лица Машинострое́ния — улица в Южнопортовом районе Юго-Восточного административного округа города Москвы.

## Происхождения названия
Названа по находящимся неподалёку промышленным предприятиям. Прежнее название улицы (1934 год) — улица Машиностроения.

## Расположение
Первая улица Машиностроения начинается от Велозаводской улицы, является дорожным продолжением улицы Ленинская Слобода. Заканчивается пересечением с Шарикоподшипниковской улицей.

## Примечательные здания и сооружения
- Дом 3/5А — Школа имени В. В. Маяковского, учебный корпус «Инженерный». Здание построено в 1954 году по типовому проекту С-1 (архитектор Г. В. Вязьмин)[2].
- Дом 16 — Школа в стиле конструктивизма; 1933—1935, архитектор А. Люрса, при участии Д. Ф. Фридмана.

## Транспорт
По улице проходят автобусы 766, с799.

## События
2 октября 2007 года в здании по адресу: 1-й улица Машиностроения, дом 5 произошёл пожар.